# Lipinia leptosoma
Espèce
Synonymes
- Aulacoplax leptosoma Brown & Fehlmann, 1958

Statut de conservation UICN

 NT  : Quasi menacé
Lipinia leptosoma est une espèce de sauriens de la famille des Scincidae.

## Répartition
Cette espèce est endémique des Palaos.

## Publication originale
- Brown & Fehlmann, 1958 : A new genus and species of arboreal scincid lizard from the Palau Islands. Occasional papers of the Natural History Museum of Stanford University, vol. 6, p. 1-7.